# Allgemeiner Deutscher Waffenring
Der Allgemeine Deutsche Waffenring (ADW) war ein Zusammenschluss mehrerer Korporationsverbände von schlagenden Studentenverbindungen zur überörtlichen Koordinierung und Vertretung der spezifischen Belange des Waffenstudententums. Er bestand – bei wechselnder Mitgliedschaft – von 1919 bis zu seiner Selbstauflösung 1935 und verfügte in dieser Zeit teilweise über erheblichen Einfluss in den Allgemeinen Studentenausschüssen (AStA) sowie in deren Dachverband Deutsche Studentenschaft.

## Entstehungsgeschichte

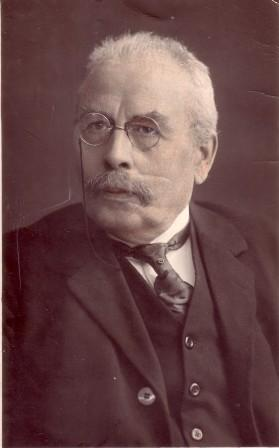
Wilhelm Fabricius, einer der Schöpfer des Marburger Abkommens

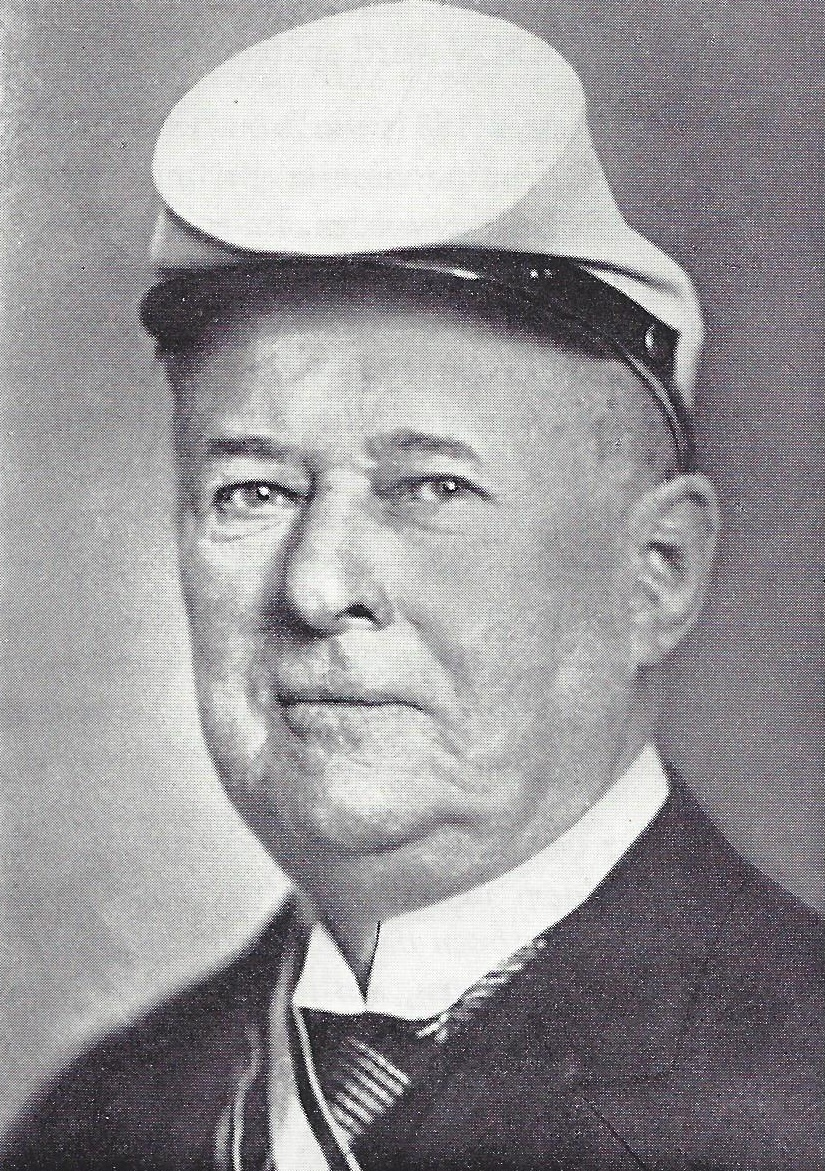
Hermann Kreth

Bereits 1913 hatten der Kösener Senioren-Convents-Verband (KSCV) der Corps, der Vertreter-Convent der Turnerschaften (VC), die Deutsche Landsmannschaft sowie die Deutsche Burschenschaft (DB) nach jahrelangen Verhandlungen das Marburger Abkommen zum „Zwecke der Bekämpfung der Realinjurien und Behebung der Verrufe“ geschlossen. Diese Übereinkunft gilt als das erste verbandsübergreifende Abkommen dieser Art und bildete unter anderem die Grundlage für die ersten lokalen Waffenringe. Ein vergleichbares Abkommen schlossen am 19. Februar 1914 im Frankfurter Kaiserkeller Vertreter des Weinheimer Senioren-Convents, des Rüdesheimer Verbandes Deutscher Burschenschaften und des Vertreter-Convents für die drei wichtigsten an Technischen Hochschulen vertretenen Verbände. Ein fester überregionaler Zusammenschluss kam jedoch während des Ersten Weltkrieges nicht mehr zustande.
Ab 1917 nahmen Presseangriffe gegen die Korporationen und besonders gegen den Ehrenstandpunkt der schlagenden Verbindungen zu. So fand am 7. August 1919 auf dem Haus der Turnerschaft Salia in Jena der erste Waffenstudententag statt, auf dem Vertreter der Corps, Landsmannschaften und Turnerschaften den ADW gründeten.
Diese Gründung veranlasste den Verband der Vereine Deutscher Studenten (VVDSt), den Akademischen Turnbund und den Sondershäuser Verband zunächst zur Bildung des Schwarzen Rings, während die Deutsche Burschenschaft als Mitunterzeichnerin des Marburger Abkommens dem ADW ebenfalls fernblieb und eine Vermittlerrolle zwischen beiden Gruppierungen einzunehmen versuchte.
Am Rande des Erlanger Studententags der Deutschen Studentenschaft gelang es ihr, das Erlanger Verbände- und Ehrenabkommen zustande zu bringen, auf dessen Grundlage sich schließlich auf dem Rudolstädter Waffenstudententag 1922 auch die übrigen pflichtschlagenden und satisfaktiongebenden Verbände dem ADW anschlossen.

Als eine seiner wichtigsten Aufgaben sah der ADW Mitte der 1920er Jahre die gemeinsame Lobbyarbeit in der Abwehr der geplanten Strafrechtsreform, mit der eine Verschärfung der strafrechtlichen Bestimmungen gegen die Mensur einhergehen sollte. Den hierzu eingesetzten Sonderausschuss leitete Hermann Kreth.

## Politisierung, Spaltung und Auflösung 1935
Obwohl der ADW hauptsächlich als „Zweckverband zur Vertretung der Belange des Waffenstudententums“ gegründet worden war, sollte er sich laut Gründungsprogramm ausdrücklich nicht nur mit Verrufsfragen und der Ausarbeitung einer verbändeübergreifenden Ehrenordnung (verabschiedet 1923) befassen, sondern zugleich „völkisch-vaterländische Arbeit durch Pflege des Ehr- und Wehrgedankens in der Studentenschaft leisten“. In dieser politischen Zielstellung wurde er zwar alsbald vom Deutschen Hochschulring überflügelt, zumal letzterer auch für nichtschlagende und nichtkorporierte Studenten offen war. Gleichwohl stellten die im ADW und den lokalen Waffenringen organisierten Waffenstudenten aufgrund ihres geschlossenen Auftretens in der Regel einen bedeutenden Faktor in den örtlichen AStA und in der Deutschen Studentenschaft dar.
Politisch waren sich die meisten Verbände in ihrem Nationalismus, ihrem Antisemitismus und ihrer ablehnenden Haltung gegenüber der Weimarer Republik ohnehin einig. Zu ernsten Meinungsverschiedenheiten kam es innerhalb des ADW erst wieder in der Endphase der Republik, als der Aufschwung des NSDStB die schlagenden Verbände zur Stellungnahme herausforderte. Im April 1931 vereinbarten ADW und NSDStB, die eine große Zahl von Doppelmitgliedschaften in ihren Hochschulgruppen hatten, auf dem Waffenstudententag in Erfurt das Erfurter Abkommen, in dem die beiderseitigen Interessen geregelt wurden. Zu AStA-Wahlen sprachen die beiden Verbände sich möglichst ab. Aus Protest gegen die zunehmende Politisierung des ADW verließ der Kösener SC-Verband 1932 vorübergehend den Verband, der ein Jahr später den Arierparagraphen in seine Satzungen übernahm. Nach der Machtergreifung der Nationalsozialisten wurde auch der ADW gleichgeschaltet und nach Einführung des „Führerprinzips“ der Verbandsdirektor Walter Langhoff zum „Führer“ des ADW ernannt. Unter seiner Leitung wurde auf dem Goslarer Waffenstudententag vom 30. Juni 1933 ein ADW-Bundesgesetz verabschiedet, nach dem alle angeschlossenen Verbände von ihren Mitgliedern bis zum 28. Februar 1934 die „Judenfreiheit“ auf einem Formular nachweisen sollten. Allerdings blieb auch danach umstritten, ob hierbei nach den Vorschriften des Gesetzes zur Wiederherstellung des Berufsbeamtentums oder den weitergehenden Grundsätzen der NSDAP für die Aufnahme von Parteimitgliedern verfahren werden solle. Da hierüber keine Einigung herbeigeführt werden konnte, traten die Verfechter der harten Linie – DB, VC, Deutsche Sängerschaft (DS) und einige andere – Ende 1934 ebenfalls aus dem ADW aus und gründeten einen eigenen Völkischen Waffenring. Diese Abspaltung, der laut Gründungserklärung „nur solche Verbände angehören (sollten), die in ihren Gliederungen weder Judenstämmlinge, jüdisch Versippte noch Angehörige von Logen, Orden oder ihren Nachfolgeorganisationen dulden“, bestand jedoch nur wenige Monate (Dezember 1934 bis April 1935). Die Verbände mit einer weniger restriktiven Haltung (Corps, Landsmannschaften und die Verbindungen im Miltenberger Ring) konterten ihrerseits am 12. Januar 1935 mit der Gründung der Gemeinschaft studentischer Verbände unter Führung von Staatssekretär Hans Heinrich Lammers, die vom NSDStB als Gesamtvertretung der studentischen Verbände anerkannt wurde. Damit war der ADW (aber auch der Völkische Waffenring) wieder „entpolitisiert“ worden und kümmerte sich nur noch um Fechtfragen. VC und DS kehrten in den ADW zurück. Lammers löste die Gemeinschaft studentischer Verbände im September 1935 auf, weil einige Kösener Corps die Arierbeschlüsse nicht umgesetzt hatten.
Der ADW selbst wurde am 15. Oktober 1935 aufgelöst. Eine Wiederbelebung nach dem Zweiten Weltkrieg erfolgte nicht, weil die „unbedingte Satisfaktion mit der Waffe“ inzwischen obsolet geworden war. Als Nachfolgeorganisation kann jedoch in gewisser Hinsicht die Arbeitsgemeinschaft Andernach (AGA) gelten, die sich in den 1950er Jahren um die Klärung der Rechtsfragen zur Mensur (Göttinger Mensurenprozess) und die Abschaffung des studentischen Duells kümmerte.

## Mitglieder
| Nr. | Korporationsverband                                 | Eintritt       | Austritt         | Mitglieder (WS 1923/24) |
| --- | --------------------------------------------------- | -------------- | ---------------- | ----------------------- |
| 1   | Kösener Senioren-Convents-Verband (KSCV)            | 1919 (Gründer) | bis Auflösung    | 123                     |
| 2   | Deutsche Landsmannschaft (DL)                       | 1919 (Gründer) | bis Auflösung    | 95                      |
| 3   | Vertreter-Convent (VC)                              | 1919 (Gründer) | 1934             | 75                      |
| 4   | Rudolstädter Senioren-Convent (RSC)                 | 1919           | bis Auflösung    | 45                      |
| 5   | Weinheimer Senioren-Convent (WSC)                   | 1920           | bis Auflösung    | 53                      |
| 6   | Allgemeiner Deutscher Burschenbund (ADB)            | 1921           | 1934             | 44                      |
| 7   | Deutsche Wehrschaft (DW)                            | 1921           | 1934             | 33                      |
| 8   | Deutsche Burschenschaft (DB)                        | 1922           | 27. Oktober 1934 | 166                     |
| 9   | Deutsche Sängerschaft (DS)                          | 1922           | Oktober 1934     | 36                      |
| 10  | Sondershäuser Verband (SV)                          | 1922           | ?                | 27                      |
| 11  | Akademischer Turnbund (ATB)                         | 1922           | ?                | 45                      |
| 12  | Akademischer Ruderbund (ARB)                        | 1922           | ?                | 11                      |
| 13  | Akademischer Seglerverein (Kartell)                 | 1922           | ?                | 4                       |
| 14  | Verband der Vereine Deutscher Studenten (KV)        | 1922           | ?                | 41                      |
| 15  | Miltenberger Ring (MR)                              | 1920           | bis Auflösung    | 7                       |
| 16  | Rothenburger Verband Schwarzer Verbindungen (RVSV)  | 1922           | ?                | 14                      |
| 17  | Wernigeroder Verband (WV)                           | 1922           | 1933             | 4                       |
| 18  | Sondershäuser Verband (SV)                          | 1922           | ?                | ?                       |
| 19  | Naumburger Deputierten-Convent (NDC)                | 1923           | 1934             | 17                      |
| 20  | Verband der Akademischen Sport-Verbindungen (VASpV) | 1927           | ?                | –                       |
| 21  | Wernigeroder Schwarzer Ring                         | 1933           | ?                | –                       |
| 22  | Altburschenschaftlicher Ring                        | 1934           | ?                | –                       |
| 23  | Ring der Turnerschaften                             | 1934           | ?                | –                       |